# عباس قاسمي
عباس قاسمي (بالفارسية: عباس قاسمی) هو لاعب كرة قدم إيراني في مركز حراسة المرمى، ولد في 23 أكتوبر 1982 في إيران. شارك مع منتخب إيران تحت 17 سنة لكرة القدم ومنتخب إيران لكرة القدم. أما مع النوادي، فقد لعب مع نادي بيكان ونادي ذوب آهن أصفهان ونادي سباهان أصفهان.

## وصلات خارجية
- عباس قاسمي على موقع الاتحاد الدولي (مؤرشف)  (الإنجليزية)
- عباس قاسمي على موقع قاعدة بيانات كرة القدم.إي يو (الإنجليزية)